# 1998年喀什系列投毒案
1998年喀什系列投毒案，是1998年东突解放组织成员在中国新疆维吾尔自治区喀什市制造的系列投毒案。

## 简介
1998年1月30日至2月18日，“东突解放组织”成员在喀什市通过在水中投放毒剂，制造了23起投毒案，致4人中毒、1人死亡，数千牲畜死亡或中毒。